# 內地與港澳關於建立更緊密經貿關係的安排
《內地與香港關於建立更緊密經貿關係的安排》（香港官方英文名稱：Mainland and Hong Kong Closer Economic Partnership Arrangement，縮寫CEPA）及《內地與澳門關於建立更緊密經貿關係的安排》（澳門官方英文名稱：Mainland and Macao Closer Economic Partnership Arrangement，縮寫CEPA；官方葡文名稱：Acordo de Estreitamento das Relações Económicas e Comerciais entre o Interior da China e Macau）是中華人民共和國中央人民政府與香港及澳門兩個特別行政區政府簽訂的特別政策，先後在2003年6月29日及10月17日簽訂。
兩份《安排》通过减少市场壁垒及政府管制等措施，加强港澳地區与中國內地的經濟贸易联系，以求幫助兩地走出因為亞洲金融危機和沙士事件而引起的经济景气低迷，同时通过港澳地區成熟的市场经济，为中國內地企业在金融業及服务業等注入活力，同時提高这些企业的竞争能力。
《安排》合約文本以中文版本為標準，五項原則為：
1. 遵循一國兩制的方針
2. 符合世界貿易組織的規則
3. 順應雙方產業結構調整和升級的需要，促進穩定和可持續發展
4. 實現互惠互利、優勢互補、共同繁榮
5. 先易後難，逐步推進

## 主要架構
在一國兩制框架下，同樣屬於世界貿易組織會員的相對貿易協定，對同樣屬於一個國家的貿易方面之條約。
- 世界貿易組織會員簽約《內地與港澳關於建立更緊密經貿關係的安排》會員：

中國：2001年12月11日加入世界貿易組織
香港：1995年1月1日加入世界貿易組織
澳門：1995年1月1日加入世界貿易組織

## 目標
原文：

通過採取以下措施，加強內地與特區之間的貿易和投資合作，促進雙方的共同發展：
1. 逐步減少或取消雙方之間實質上所有貨物貿易的關稅和非關稅壁壘；
2. 逐步實現服務貿易自由化，減少或取消雙方之間實質上所有歧視性措施；
3. 促進貿易投資便利化。

## 补充协议
中华人民共和国商务部分别在2006年6月26日和6月27日与澳门和香港签署《补充协议三》，进一步扩大在服务贸易领域對於港澳地區的开放，加强与港澳地區在贸易投资便利化领域的合作。
2007年6月29日，商务部与香港签署《补充协议四》，7月2日与澳门签署《CEPA补充协议四》。

## 港澳CEPA
《香港特別行政區與澳門特別行政區關於建立更緊密經貿關係的安排》（英語：Hong Kong Special Administrative Region and Macao Special Administrative Region Closer Economic Partnership Arrangement）是中华人民共和国香港与澳门两个特别行政区政府签订的特别政策。香港和澳門在2015年11月展開《港澳CEPA》的磋商，經過三輪會議及其後的磋商，雙方於2017年6月29日就主體文本及承諾減讓表達成最終共識，並於2017年10月27日簽訂了《港澳CEPA》。

## 外部連結
- 工業貿易署 - 內地與香港關於建立更緊密經貿關係的安排 （页面存档备份，存于）
- 內地與澳門關於建立更緊密經貿關係的安排 （页面存档备份，存于）
- 香港工會幹部宋治德：香港CEPA僅對企業在中國投資有利 就業環境惡化 工資持續下降 （页面存档备份，存于）
- 民進黨首波選舉廣告　香港網友比台灣討論熱烈 （页面存档备份，存于）